# Galeno
Wenderson Rodrigues do Nascimento Galeno, hay Galeno (sinh ngày 22 tháng 10 năm 1997), là một cầu thủ bóng đá người Brasil thi đấu cho Al-Ahli và đội tuyển bóng đá quốc gia Brasil.

## Sự nghiệp câu lạc bộ
Anh ra mắt chuyên nghiệp tại Giải bóng đá hạng nhất quốc gia Bồ Đào Nha cho Porto B vào ngày 7 tháng 8 năm 2016 trong trận đấu trước Desportivo das Aves.

## Danh hiệu
Braga
- Taça de Portugal: 2020–21[2]
- Taça da Liga: 2019–20[3]

Porto
- Primeira Liga: 2017–18,[4] 2021–22[5]
- Taça de Portugal: 2021–22,[6] 2022–23, 2023–24
- Taça da Liga: 2022–23
- Supertaça Cândido de Oliveira: 2022,[7] 2024[8]

Al-Ahli
- AFC Champions League Elite: 2024–25